# Марс-7
Марс-7 је био совјетски вјештачки сателит (аутоматска научно-истраживачка станица) намијењен за истраживање планете Марс. Лансиран је 9. августа 1973.

## Ток мисије
У групи са мисијама Марс-4, 5 и 6, Марс-7 је био намијењен за спуштање на планету Марс. Због проблема у оријентацији летјелице (хардверска грешка у рачунару), дио за спуштање је промашио планету за 1300 км.

## Основни подаци о лету
- Датум лансирања: 9. август 1973.
- Ракета носач:
- Мјесто лансирања: Тјуратам, Бајконур
- Маса сателита (kg): 1200